# بیگ‌رپیدز (میشیگان)
بیگ‌رپیدز، میشیگان (به انگلیسی: Big Rapids, Michigan) یک شهر در ایالات متحده آمریکا با جمعیت ۱۰٬۶۰۱ نفر است که در میشیگان واقع شده‌است.